# Worsley (rivier)
Worsley is een rivier in West-Australië, die via het Wellington Reservoir uitmondt in de Collie. De rivier ontspringt in het noordelijk deel van het Wellington National Park, vijf kilometer ten zuiden van Worsley.